# Mocsári korpafű
A mocsári korpafű (Lycopodiella inundata, korábban Lycopodium inundatum) a korpafüvek (Lycopodiophyta) törzsébe és a valódi korpafüvek (Lycopodiopsida) osztályába tartozó faj.

## Előfordulása
A mocsári korpafű Közép-Európa nagy részén előfordul, de a lecsapolások és a tőzegtelepek kitermelése következtében állományai erősen csökkentek. Ez a növényfaj az északi sarkkörtől kezdve, Eurázsia és Észak-Amerika mérsékelt övéig található meg.

## Megjelenése
A mocsári korpafű rövid hajtása a talajon kúszik, és több helyen legyökerezik. A szórt állású, szálas, kihegyezett levelek a szár felső oldalán helyezkednek el. A hajtás csúcsán évente többnyire egy felálló, körös-körül leveles szárat képez, amely egy, nem élesen elkülönülő sporangiumfüzérben végződik.

## Életmódja
A mocsári korpafű tőzegmoha- és átmeneti lápok lakója, újabban nyirkos homokbányákban is megtalálták.

## Képek

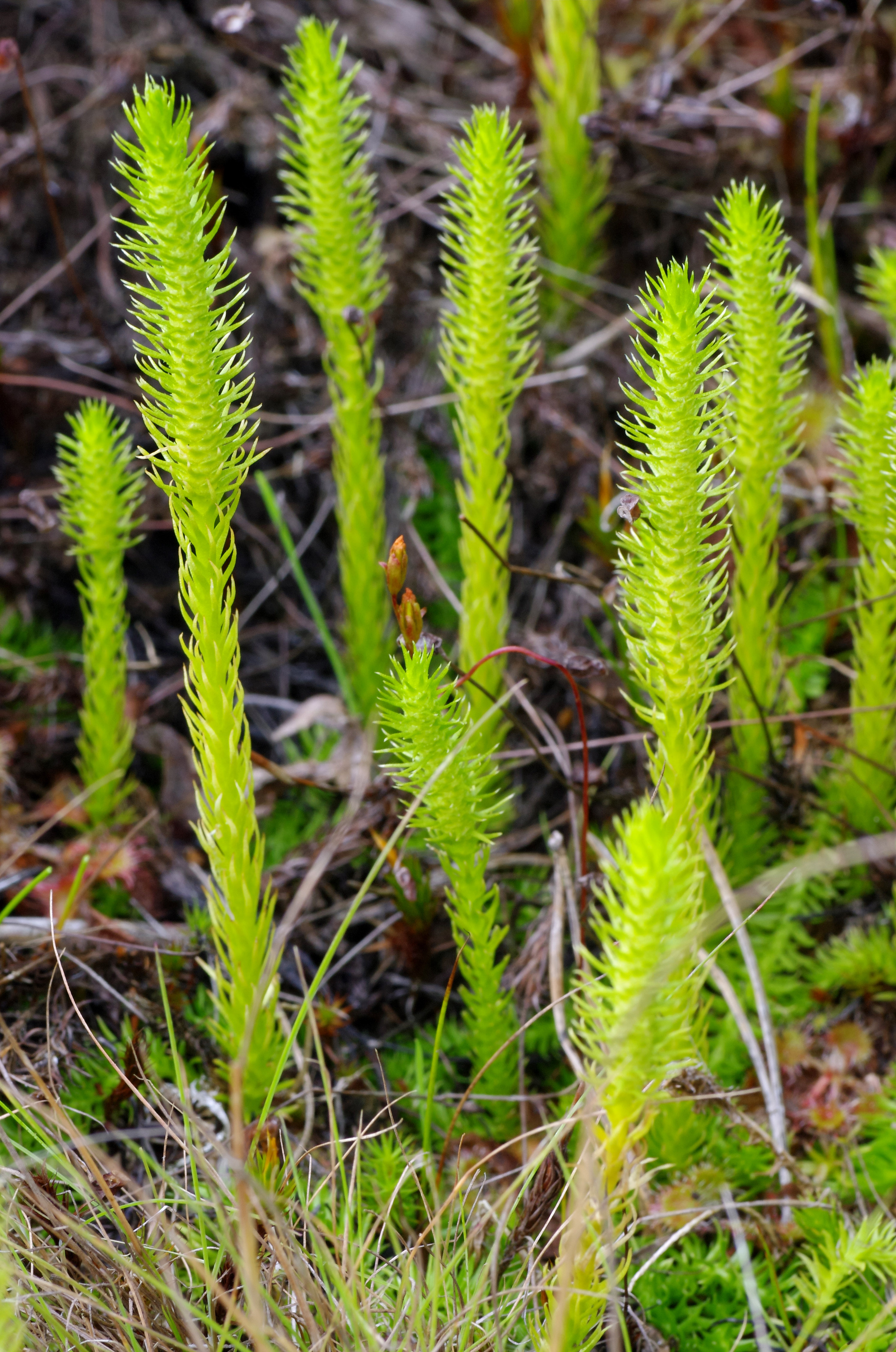
A növény
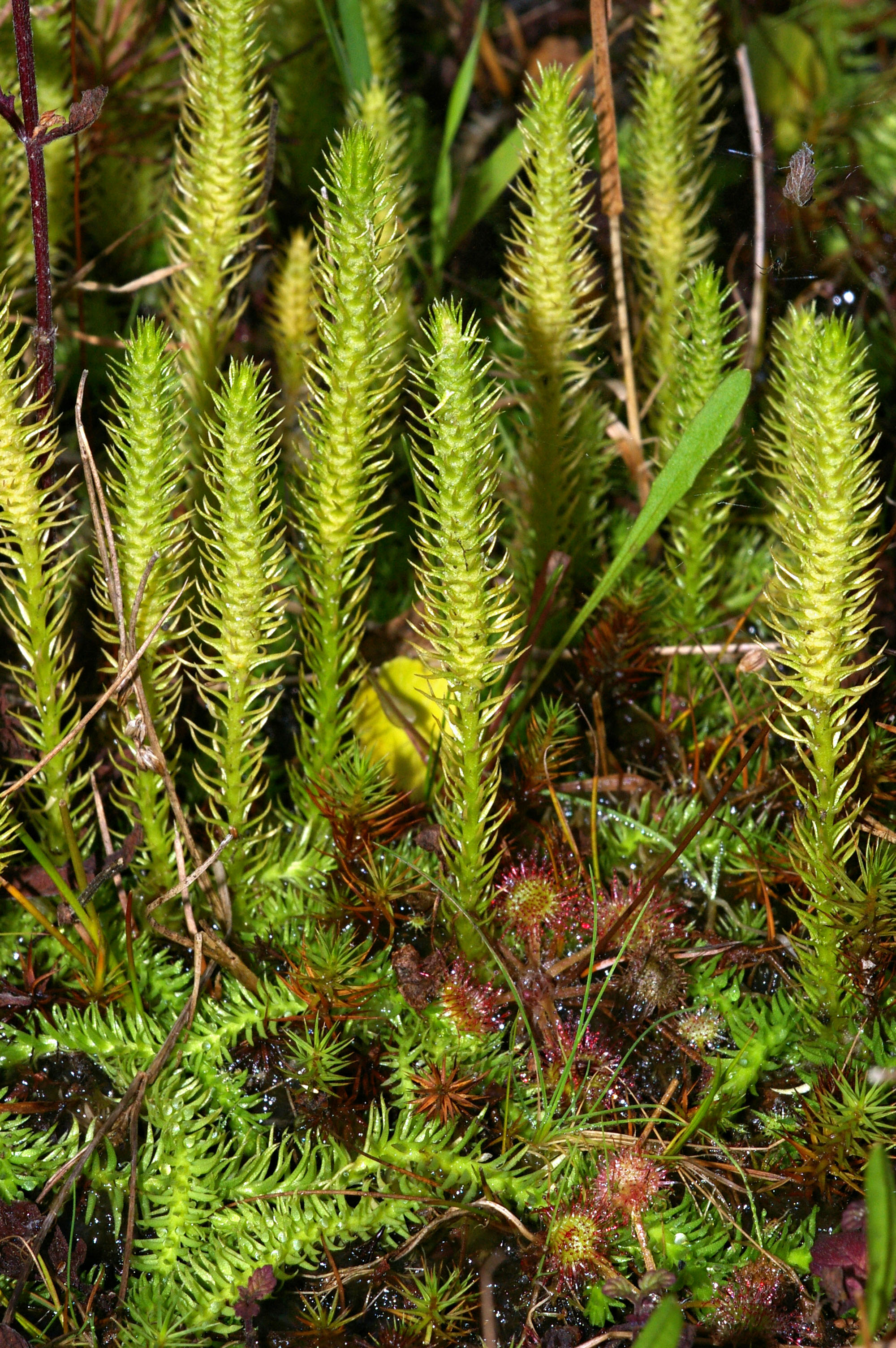
a természetes
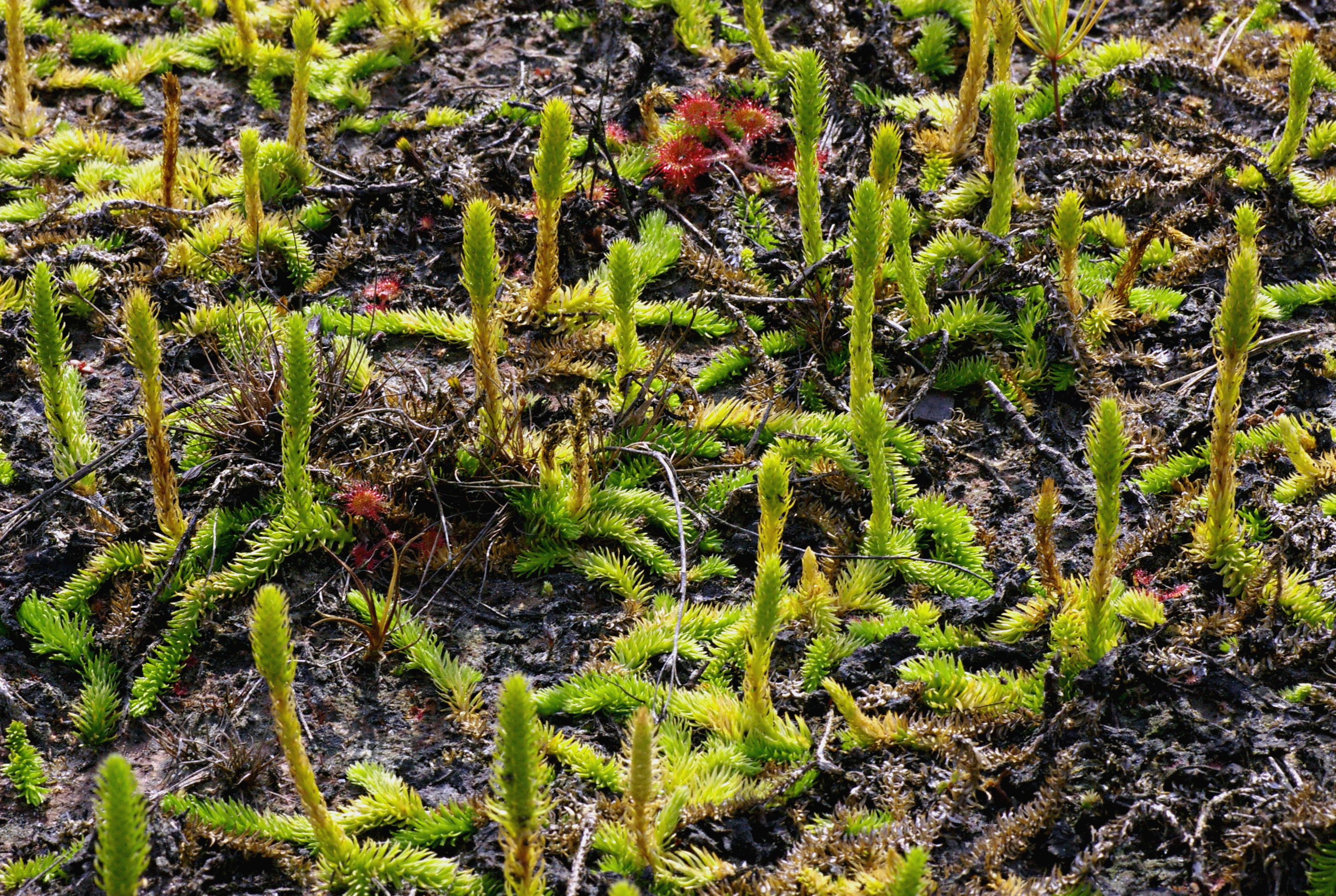
élőhelyén
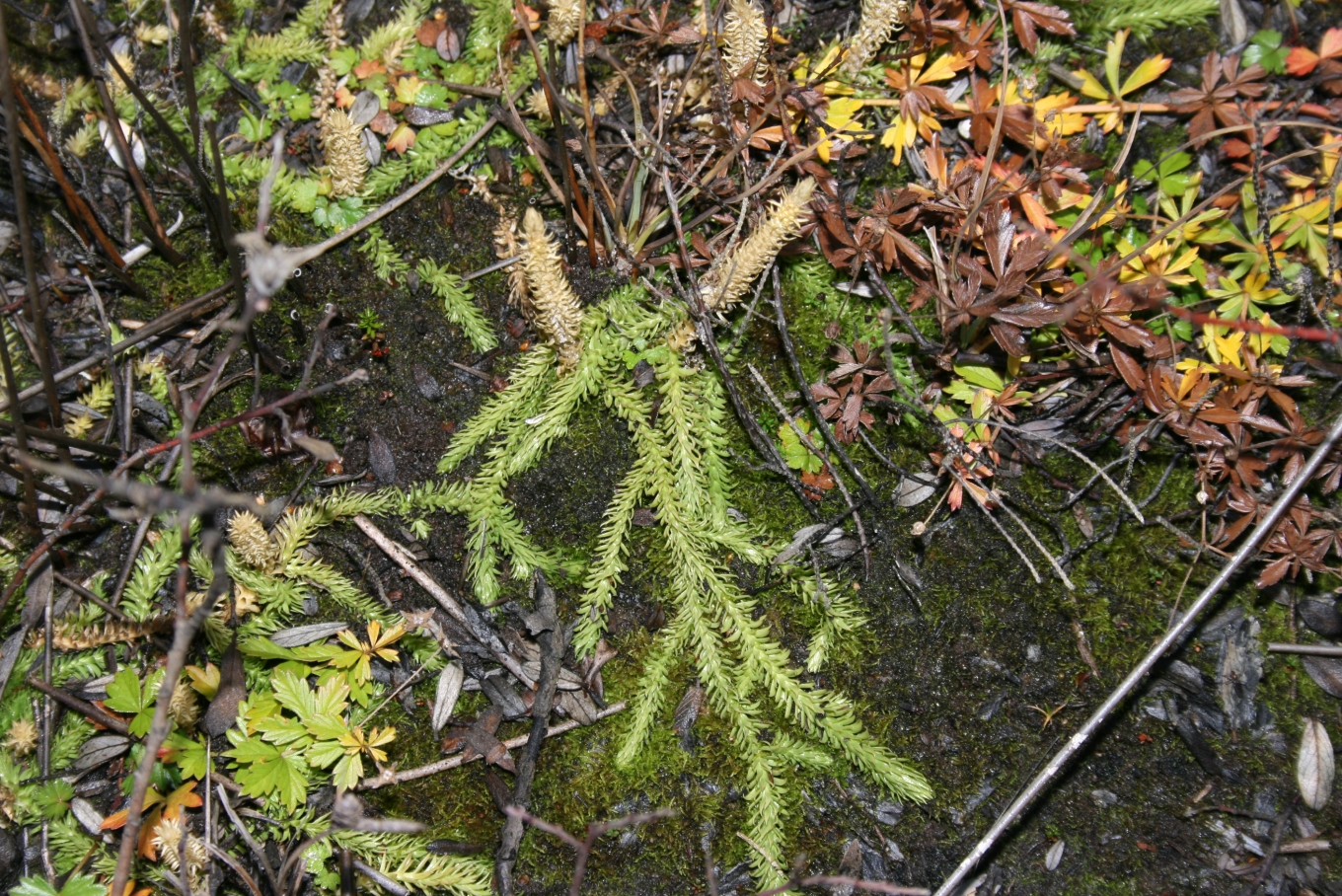
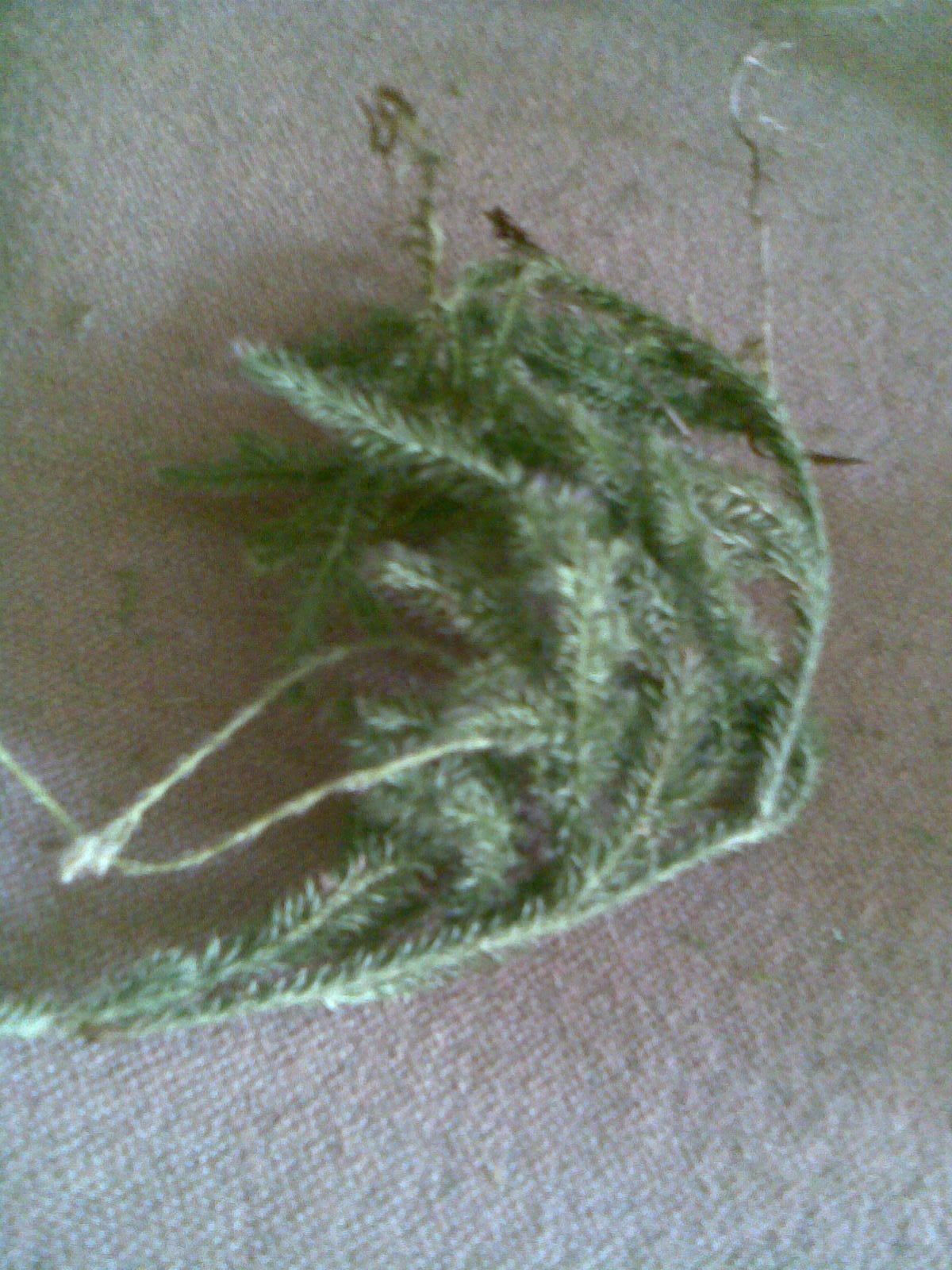
Szárított
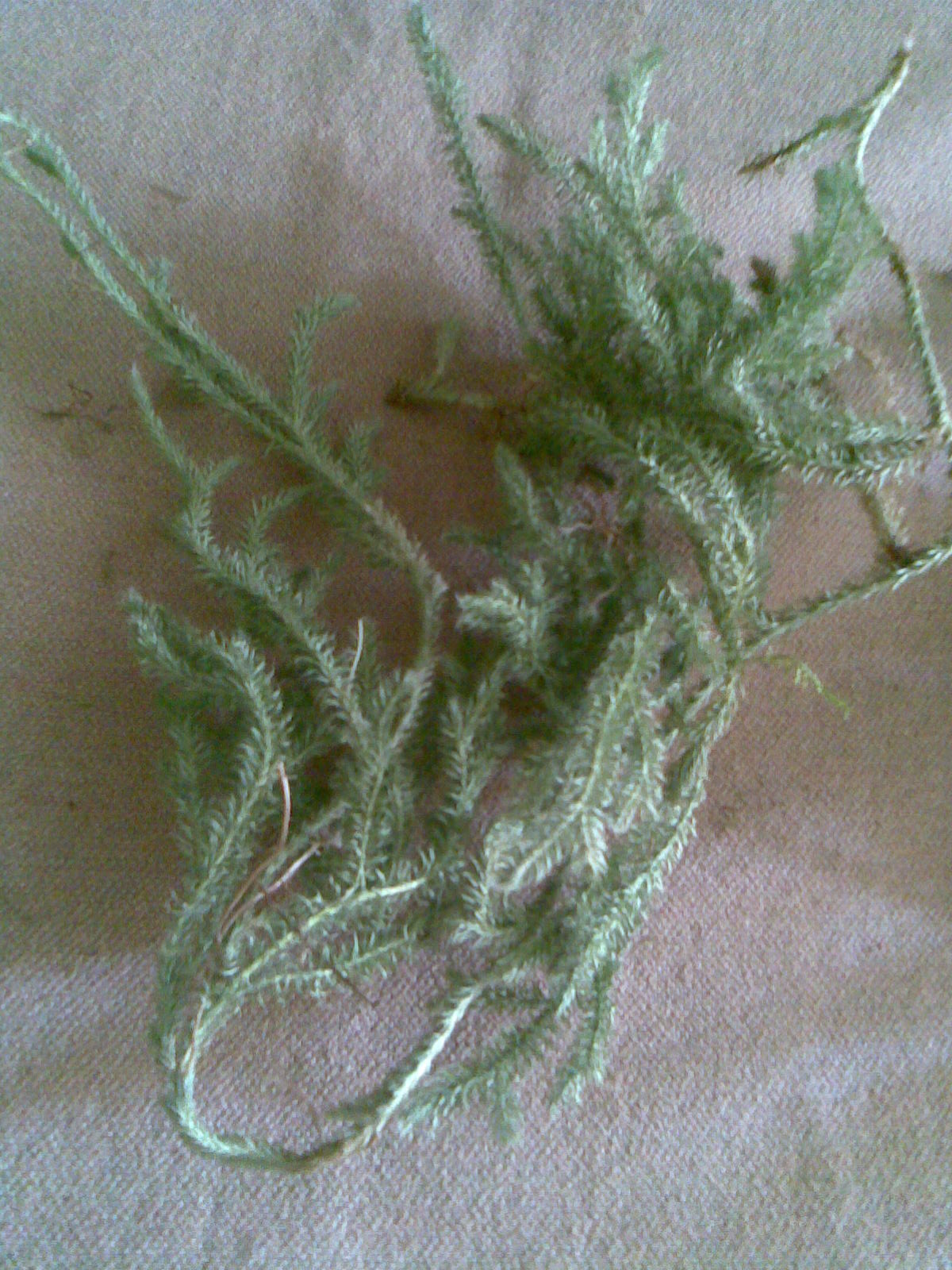
példányok
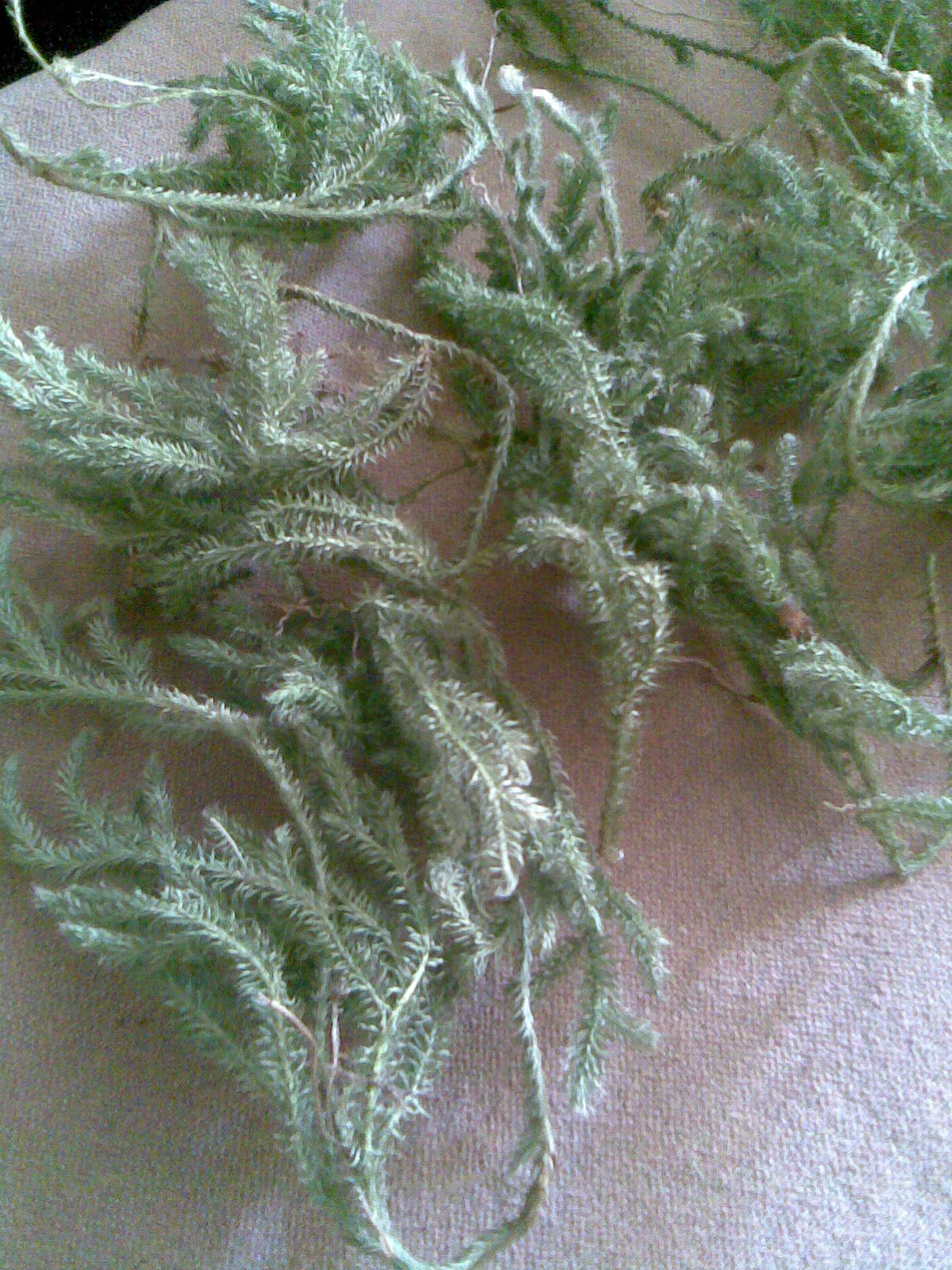
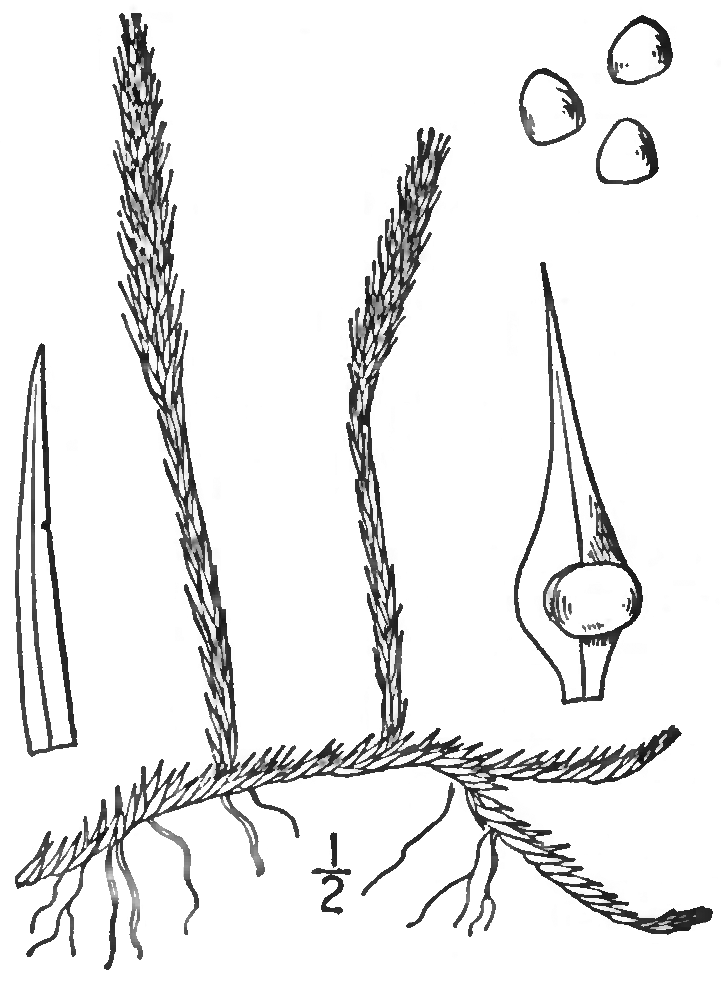
Rajz a növényről